# Hals Kirke

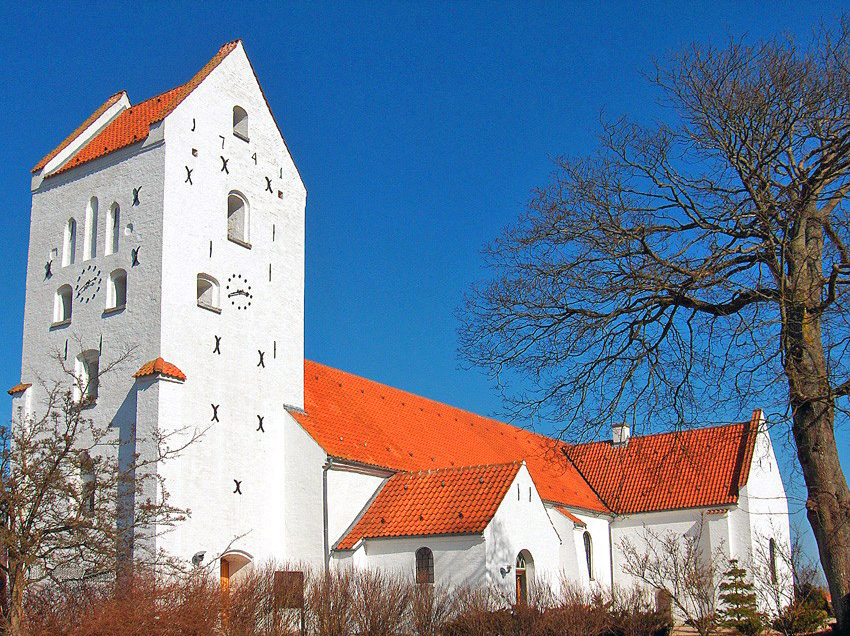
Hals Kirke

Hals Kirke ist die zwischen ca. 1150 und spätestens 1219 erbaute Kirche der evangelisch-lutherischen dänischen Volkskirche in der norddänischen Stadt Hals. Sie gehört zur Kirchspielsgemeinde Hals Sogn (Aalborg Kommune) in der Propstei Aalborg Nordre Provsti im Bistum Aalborg. 

## Gebäude und Geschichte
Die spätromanische Kirche besteht in ihrem ältesten Teil teilweise aus Backsteinen. Da diese in Dänemark erst ab der zweiten Hälfte des 12. Jahrhunderts verwendet wurden, kann ihre Entstehungszeit auf nach ca. 1150 datiert werden. Die erste urkundliche Erwähnung der Kirche findet sich 1219. Sie muss auf Veranlassung des Bischofs von Vendelbo errichtet worden sein, der in Børglum residierte. Diese ursprüngliche Kirche war kürzer als das heutige Gebäude und besaß einen niedrigen, schmalen und wahrscheinlich quadratischen Chor, aber vermutlich keinen Turm. Der heute vorhandene Westturm wurde nach der Verlängerung des Kirchenschiffs gegen Ende des Mittelalters errichtet. Da Hals durch reichen Heringsfang an der Mündung des Limfjords aufblühte und die Bevölkerung wuchs, ergaben sich weitere Veränderungen an dem Bau. Unter anderem kamen im Süden ein Waffenhaus und ein beträchtlicher Anbau hinzu. Im Norden, Osten und Süden ist die Kirche von einem Friedhof umgeben.

## Ausstattung

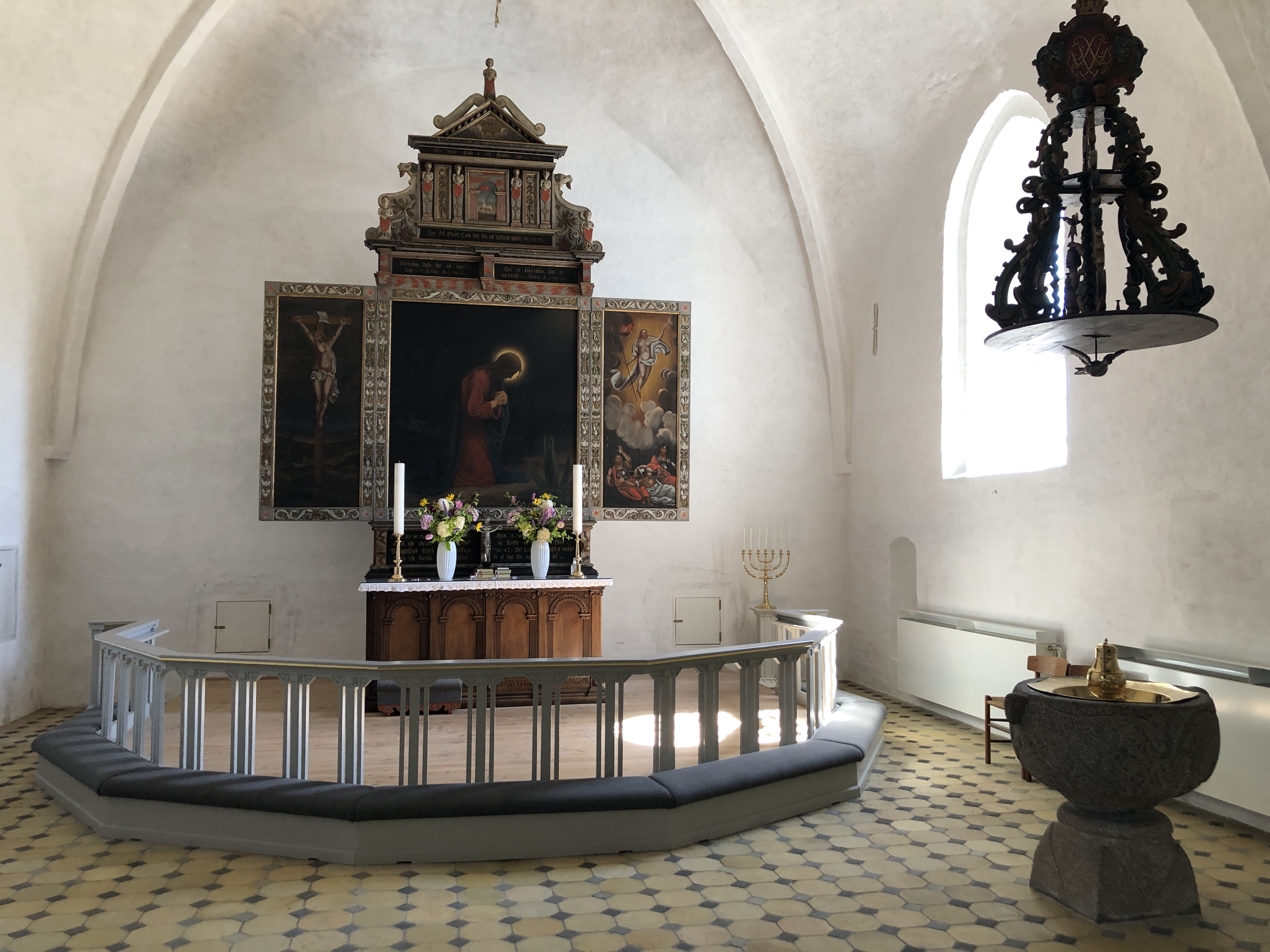
Altar und Taufbecken

Das romanische Taufbecken aus Granit ist älter als die Kirche selbst und stammt vermutlich aus einer Kirche in der Nähe von Randers. Über dem Taufbecken befindet sich ein Himmel im Barockstil mit Figuren von Jesus und Johannes dem Täufer.

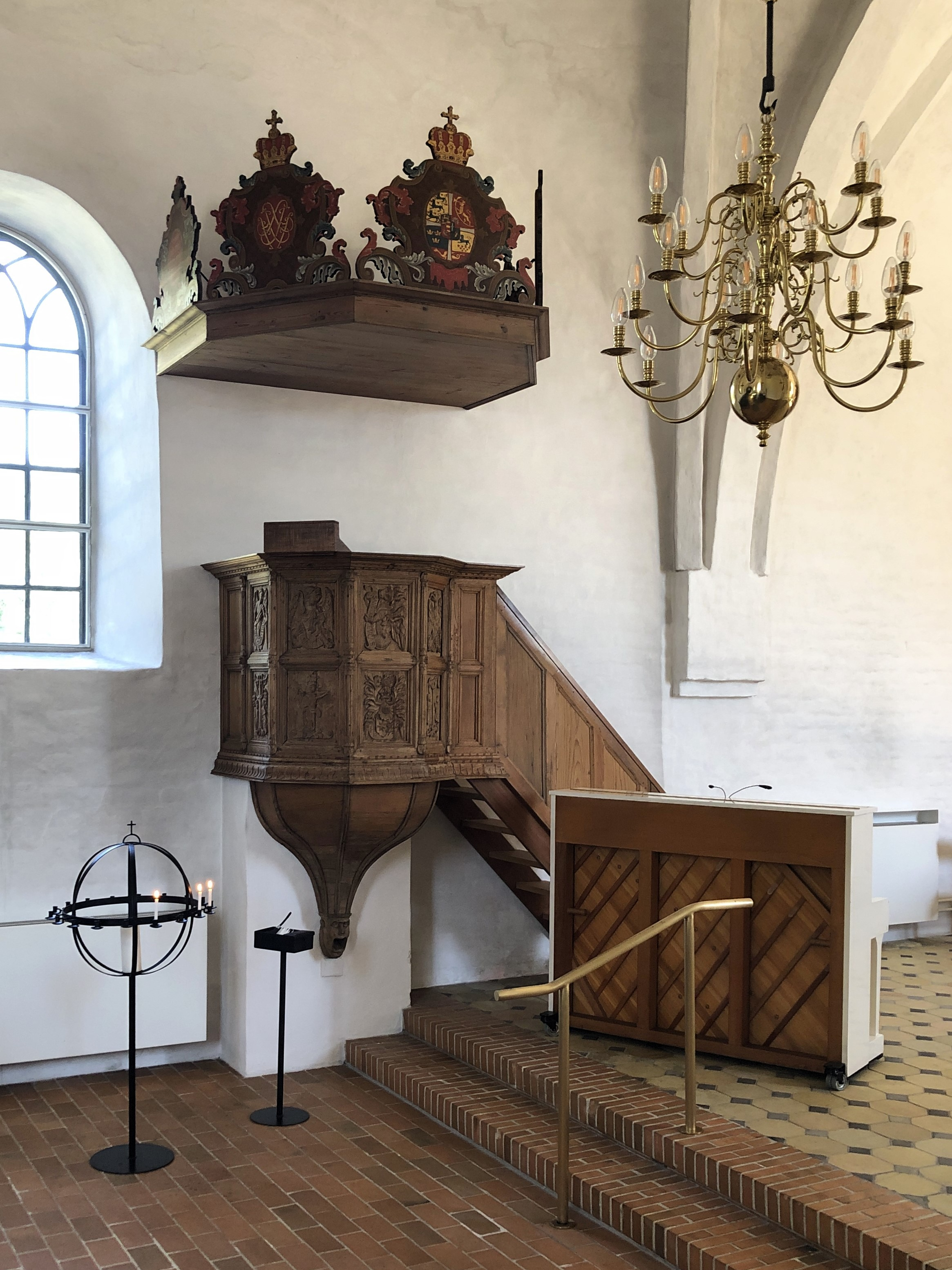
Kanzel

Die Kanzel wurde 1572 angefertigt und ist im vorderen Teil der Nordwand aufgehängt. Die acht Felder zeigen in der oberen Reihe einen geflügelten Menschen, einen Löwen, einen Stier und einen Adler, die die Evangelisten Matthäus, Markus, Lukas und Johannes symbolisieren. In der unteren Reihe sind der Sündenfall, der gekreuzigte Christus, das Adelswappen der Familie Gyldenstierne und die Eherne Schlange abgebildet. Sie war ursprünglich farbig gefasst. Der mit fünf Schilden geschmückte Schalldeckel stammt vermutlich von 1727.
Eine Kreuzigungsgruppe an der Nordwand aus katholischer Zeit umfasst ein hölzernes Kruzifix, sowie ebenfalls hölzerne Figuren von Maria und Johannes.
Die dreiteilige Altartafel von 1598 zeigt auf den Seitentafeln Darstellungen des 18. Jahrhunderts von Kreuzigung und Auferstehung. Die Haupttafel in der Mitte stammt von 1899 und zeigt ein Gemälde des Christus in Gethsemane von Anton Dorph. Der Altaraufsatz im Renaissancestil stammt aus dem Jahr 1620.

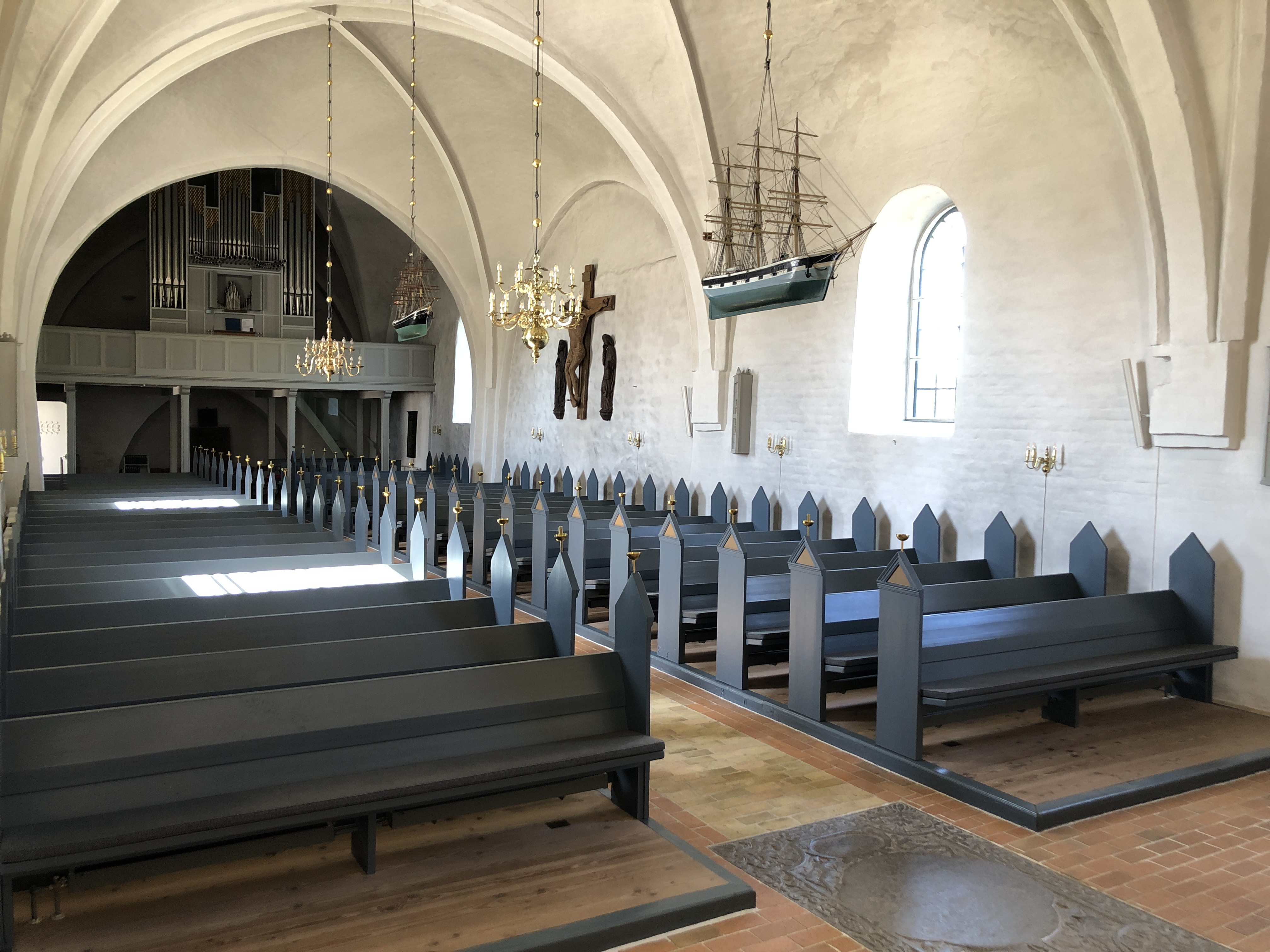
Kircheninneres mit Votivschiffen

Als Votivschiffe sind in der Kirche ein Vollschiff, in diesem Fall ein Viermaster, und eine Bark, also ein Dreimaster aufgehängt.

## Orgel

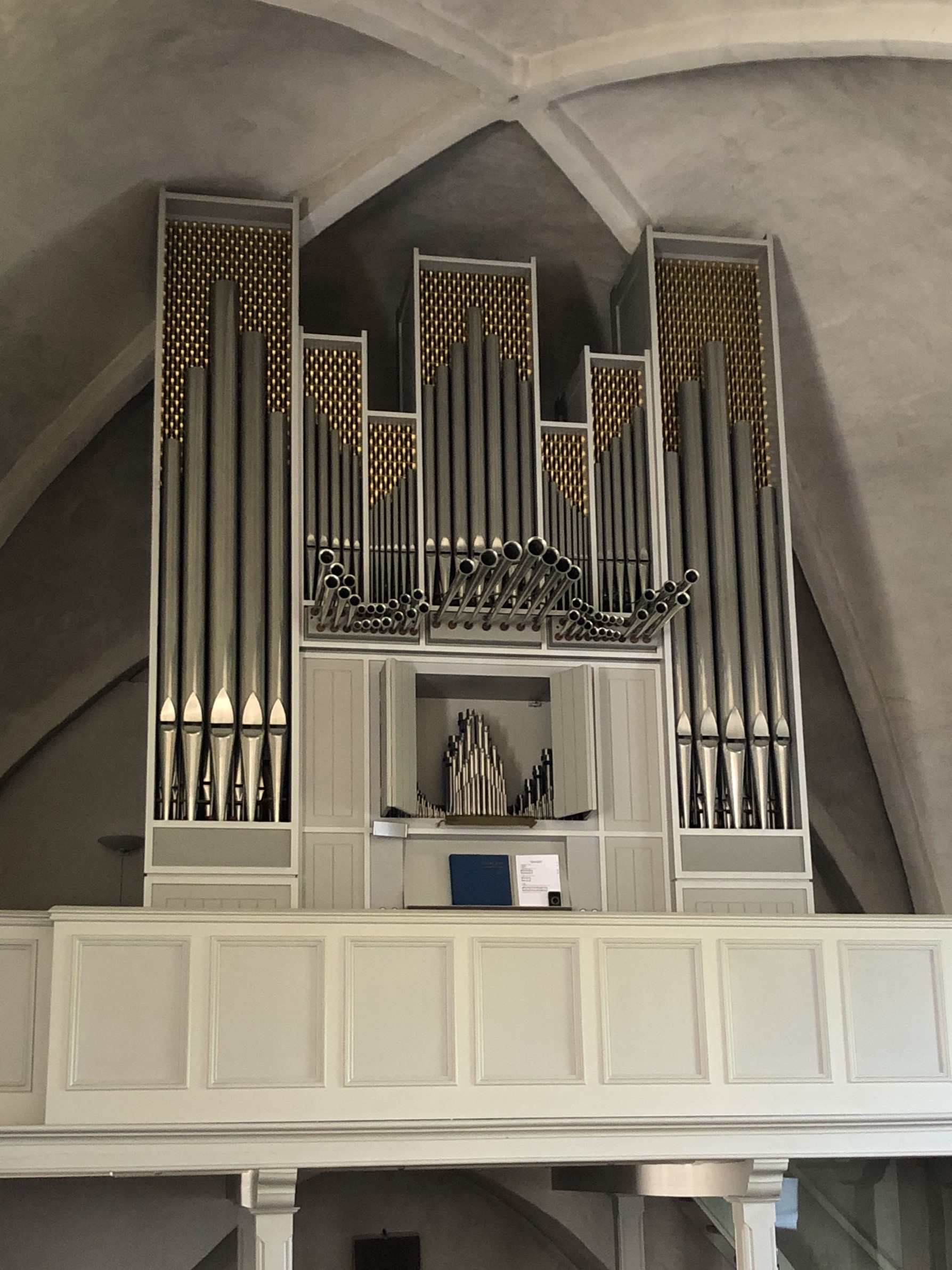
Orgel

Die auf der Empore an der Westwand der Kirche errichtete Orgel stammt aus dem Jahr 1978 und wurde von Bruno Christensen & Sønner als Opus 209 erbaut. Sie hat 14 Register auf zwei Manualen und Pedal und verfügt über Schleifladen mit mechanischer Traktur.  Die Disposition lautet:
| I Hauptwerk C–g3 |               |    |
| 1.               | Principal     | 8′ |
| 2.               | Rørfløjte     | 8′ |
| 3.               | Oktav         | 4′ |
| 4.               | Spidsfløjte   | 2′ |
| 5.               | Mixtur III-IV |    |
| 6.               | Trompet       | 8′ |

| II Brustwerk (schwellbar) C–g3 |                |    |
| 7.                             | Gedakt         | 8′ |
| 8.                             | Rørfløjte      | 4′ |
| 9.                             | Principal      | 2′ |
| 10.                            | Sesquialter II |    |
|                                | Tremolo        |    |

| Pedal C–f1 |               |     |
| 11.        | Subbas        | 16′ |
| 12.        | Gedakt        | 08′ |
| 13.        | It. Principal | 04′ |
| 14.        | Fagot         | 16′ |

- Koppeln: I/II, I/P, II/P

## Bilder

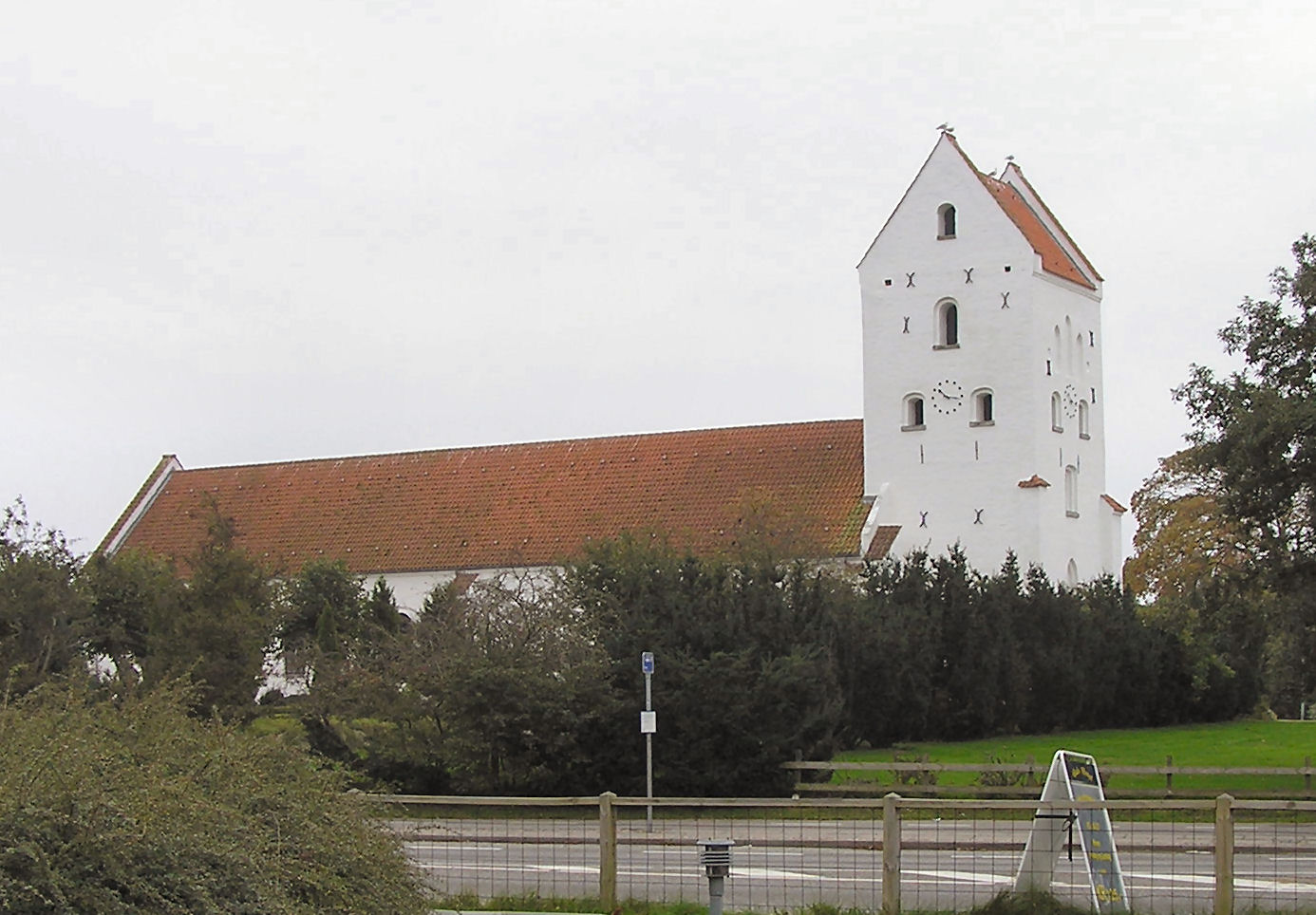
Ansicht von Norden
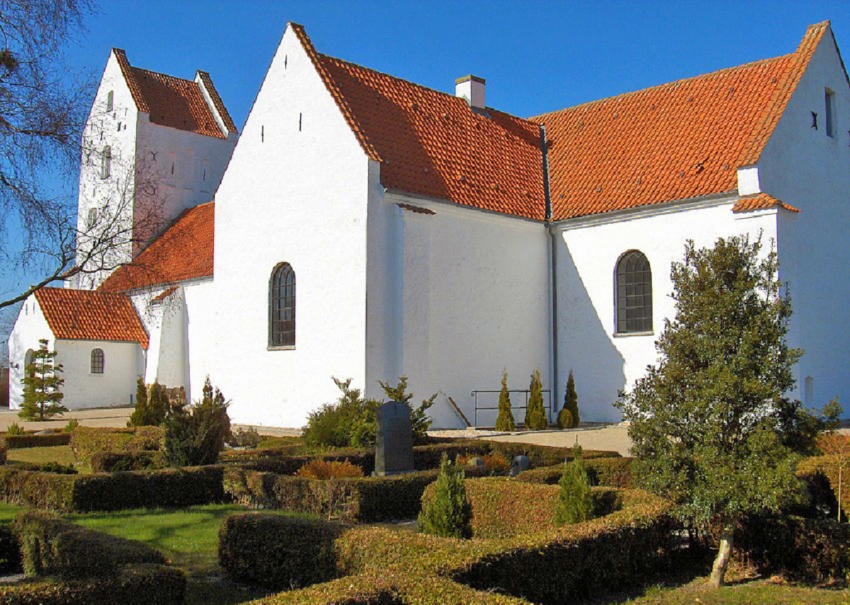
Ansicht von Südost
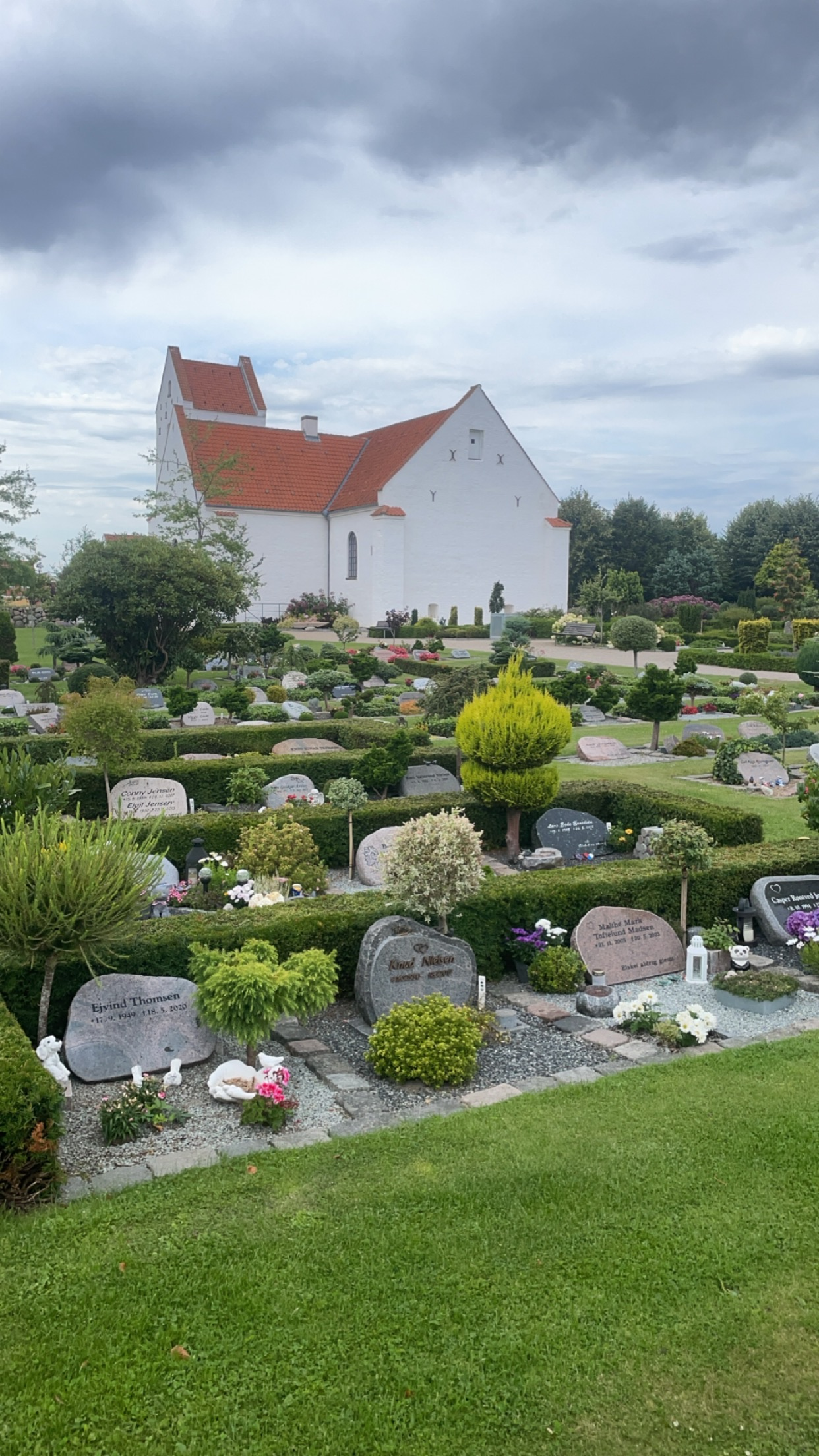
Friedhof
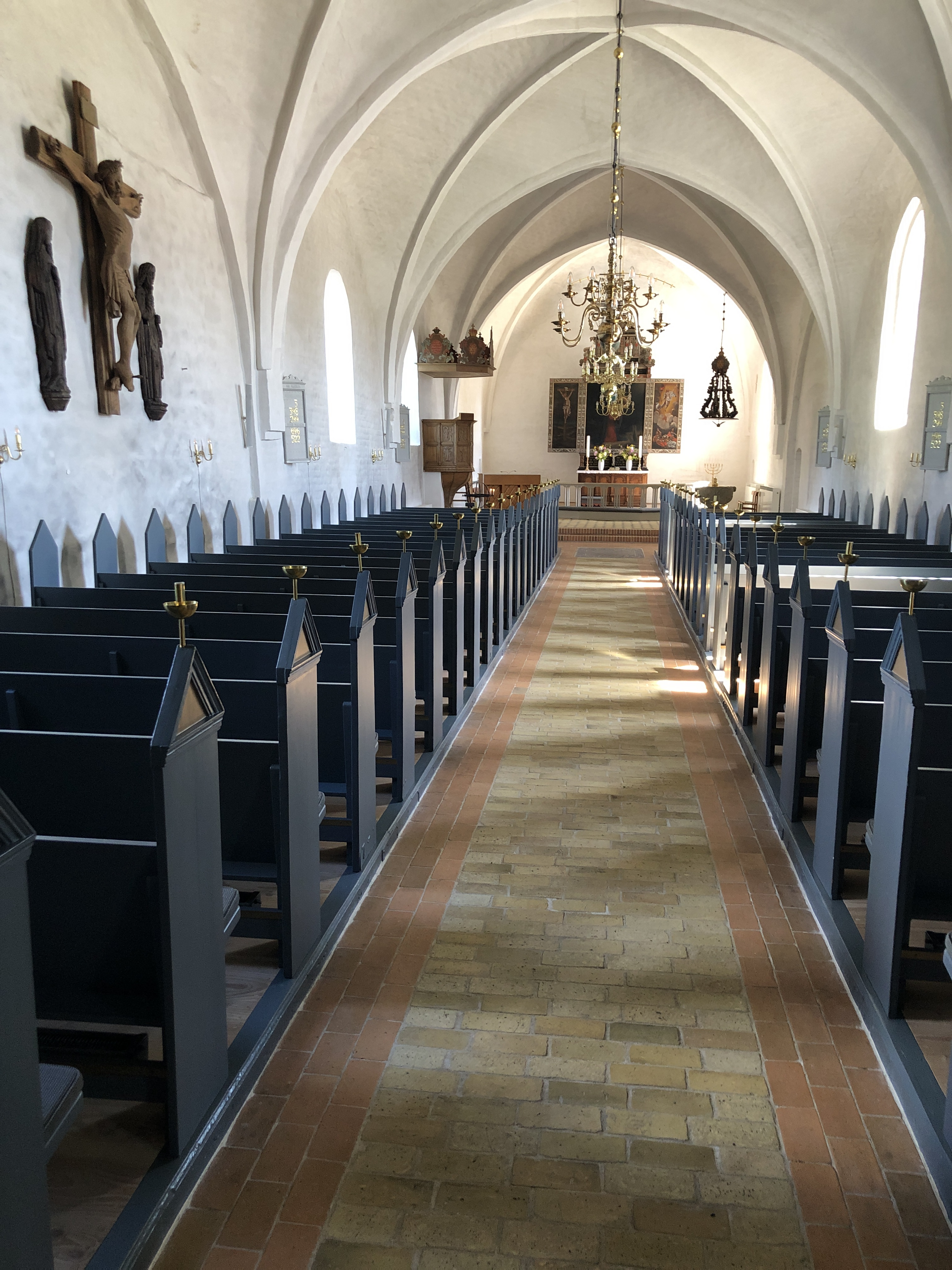
Blick Richtung Altar
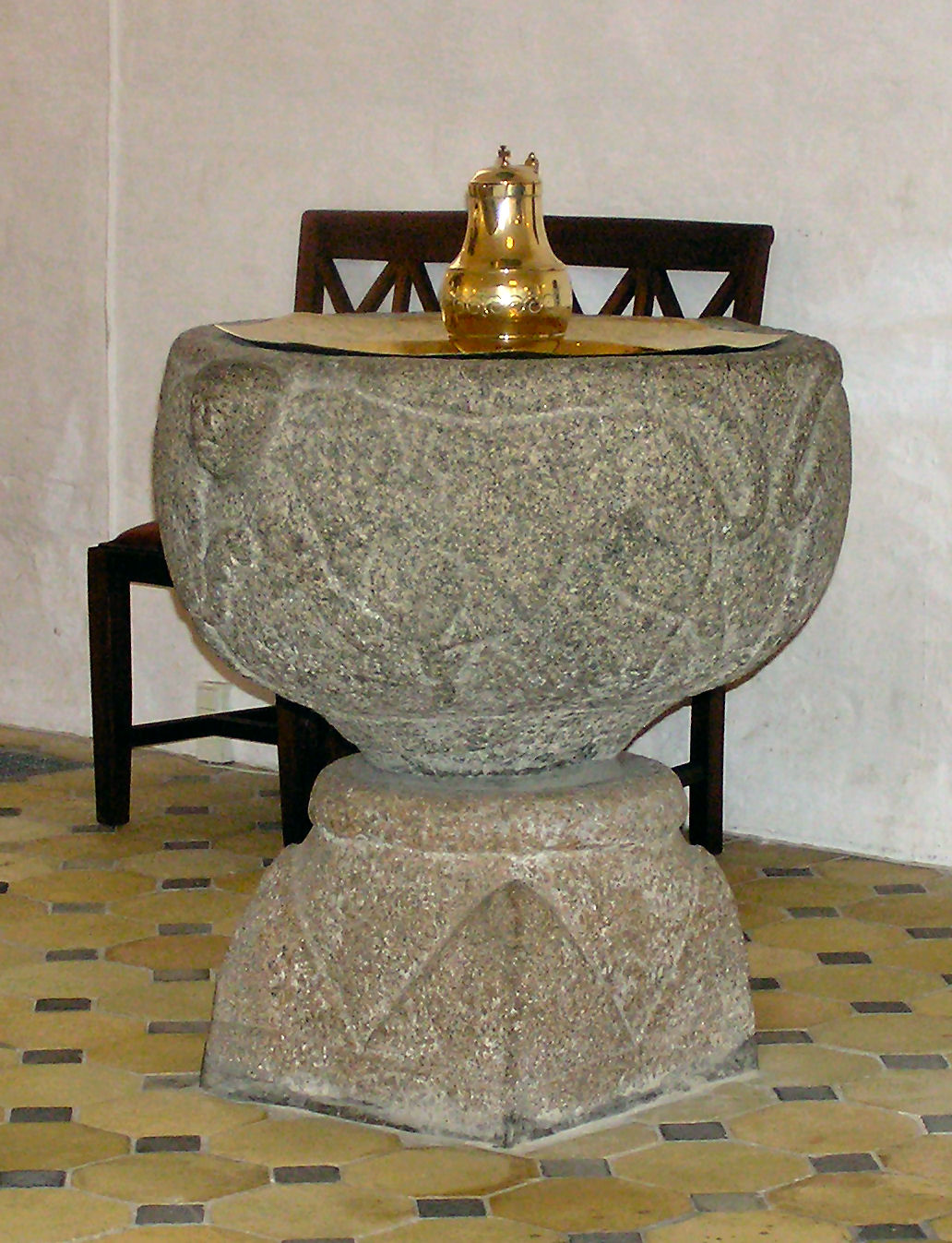
Taufstein
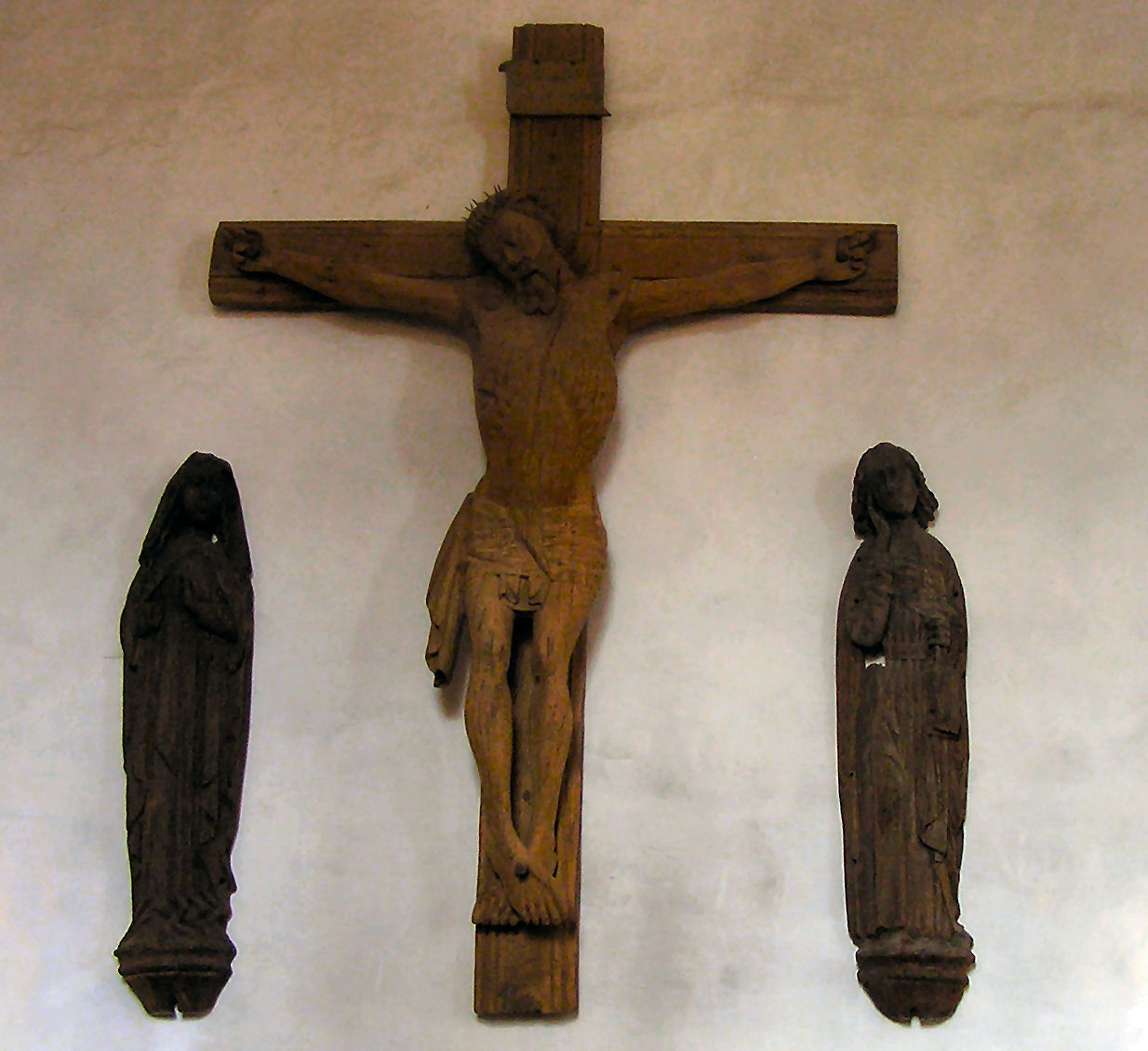
Kreuzigungsgruppe
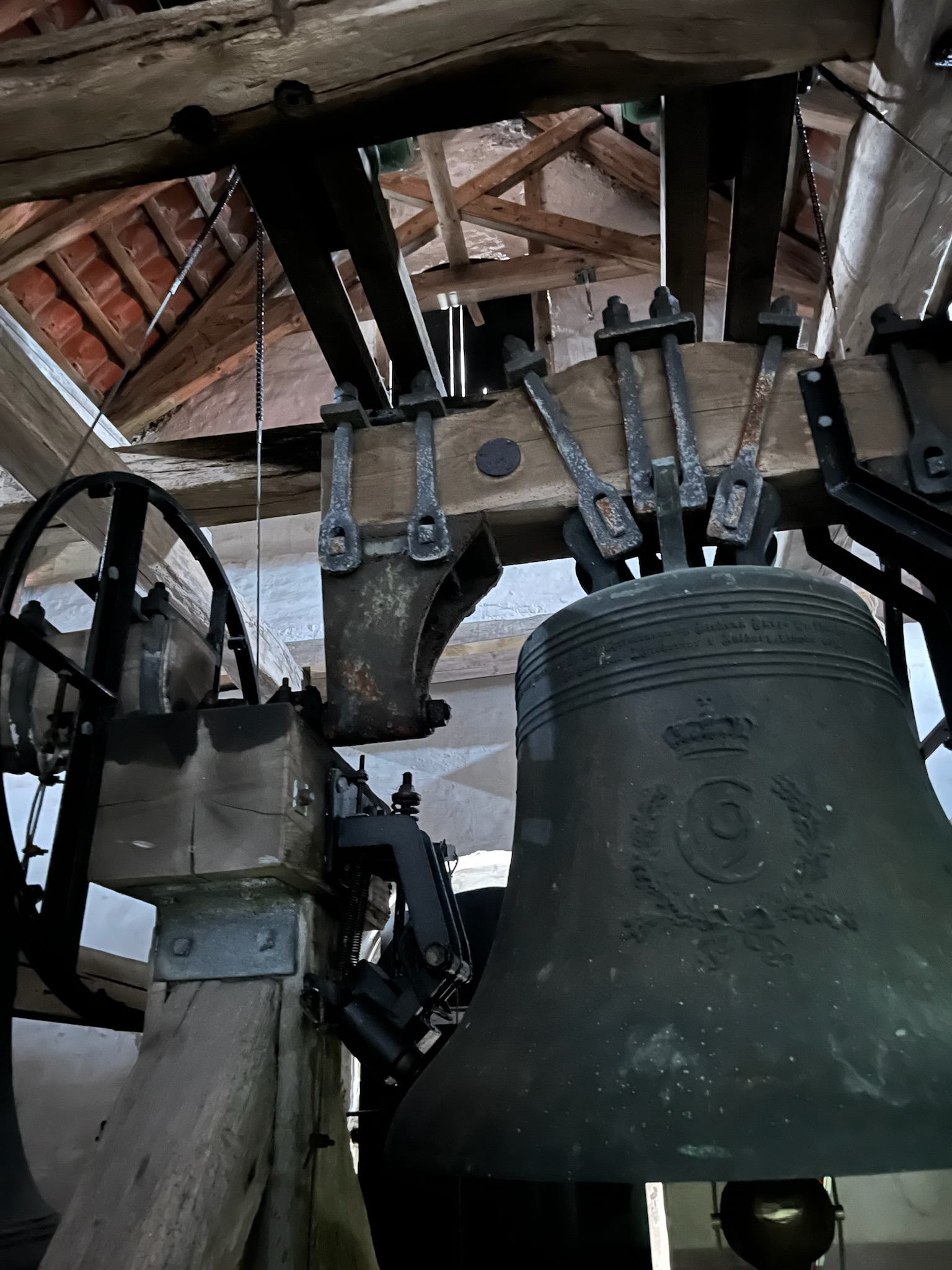
Glockenstuhl